# ATS-2
O ATS-2 (da série Applications Technology Satellite) foi um satélite de comunicação lançado pela NASA em 6 de Abril de 1967 a partir da Estação da Força Aérea de Cabo Canaveral por intermédio de um foguete Atlas-Agena D.

## Objetivos
Esse satélite foi projetado e lançado com os seguintes objetivos:
- testar novos conceitos no desenho de espaçonaves, propulsão e estabilização
- capturar imagens de alta qualidade da cobertura de nuvens
- fornecer dados medições coletadas no ambiente aeroespacial
- testar sistemas de comunicação melhorados

## Características
Esse satélite tinha o formato cilíndrico, com 142 cm de diâmetro e 183 cm de altura (cerca de 360 cm de altura se considerar a cobertura do motor) com a superfície recoberta por painéis solares, e estabilizado por gradiente de gravidade.

### Instrumentos
Um total de doze experimentos foram conduzidos durante a missão:
- Radio Astronomy
- Magnetospheric Electric Fields
- Electron Magnetic Deflection Spectrometer
- Particle Telescope
- Omnidirectional Proton and Electron Detectors
- VLF Receiver
- Earth's Albedo (DoD)
- Communication Microwave Transponder (Hughes Co)
- Gravity Gradiant Stabilization (General Electic Co)
- Advanced Vidicon Camera System (AVCS)
- Thermal Coating Degradation
- Solar Cell Degradation

## Missão
O veículo de lançamento do ATS-2 falhou na ignição, resultando numa órbita elíptica baixa não planejada. Os estresses decorrentes dessa órbita precipitaram a queda da espaçonave, e apesar disso, conseguiram-se bons resultados em alguns dos experimentos, notadamente os de raios cósmicos e os de partículas.
O satélite reentrou na atmosfera em 2 de Setembro de 1969.[carece de fontes?]